# Антомонов Михайло Юрійович
 Михайло Юрійович Антомонов  (рос. Михаил Юрьевич Антомонов; 3 травня 1948, Ростов-на-Дону, РФ — вчений-гігієніст, український науковець в галузі біокібернетики, медичної інформатики, екології, гігієни, соціальної медицини, доктор біологічних наук (1993), професор (2003).

## Біографія
Народився 3 травня 1948 у місті Ростов-на-Дону, РФ, в сім'ї науковців, його батько  - Антомонов Юрій Гурійович..
У 1971 році закінчив Ростовський державний університет.
В 1974—1977 роках працював в Інститут кібернетики імені В. М. Глушкова Національної академії наук України. З 1977 року працює в Інституті гігієни та медичної екології ім. О. М. Марзєєва НАМН України. В 1985—2000 роках завідував лабораторією математичних методів досліджень у гігієні (з 1994 лабораторія математичних та інформаційних методів у гігієні). З 2000 очолює відділ медичної інформатики.
Член Спеціалізованої Вченої ради Д 26.604.01 при ДУ «Інститут гігієни та медичної екології ім. О. М. Марзєєва НАМН України». М. Ю. Антомонов є віце-президентом Всеукраїнської «Асоціації спеціалістів з медичної інформатики, статистики та біомедичної техніки», членом Вченої ради Української асоціації «Комп'ютерна медицина» та членом редакційних колегій багатьох наукових періодичних видань.

### Сім'я
Дружина — Людмила Михайлівна Козак, доктор біологічних наук.

Донька: Анастасія Михайлівна Павліченико (1977 р.н.).

## Наукові напрями
Основні наукові напрями:
- біокібернетика
- медична інформатика
- гігієна довкілля
- медична екологія

## Наукова діяльність
Розробка нових та модифікація існуючих математичних методів обробки та аналізу медичних, біологічних, екологічних та гігієнічних даних.
Впровадження в практику гігієнічних досліджень сучасних математичних, інформаційних методів дослідження та програмного забезпечення.
Виявлення та математичне моделювання закономірностей реагування біосистем різного рівня ієрархії на дію екзо- та ендогенних факторів.
Ним вперше
- Розроблено інформаційну технологію комплексного математичного аналізу впливу шкідливих факторів оточуючого середовища на стан здоров'я населення, що дозволяє: розрахувати територіально-вікову «норму» захворюваності, врахувати комплексний характер дії шкідливих чинників, розрахувати прогноз змін здоров'я, формувати інтегральні медико-екологічні оцінки стану територій, розрахувати порогові та підпорогові рівні дії чинників з урахуванням їх сумісної дії.
- Розроблено технологію розрахунку інтегральних показників стану біосистем за кількісними та якісними характеристиками.
- Створено алгоритми вибору адекватних математичних методів обробки даних з урахуванням їх типу, завдання дослідження та інших атрибутів.
- Сформульовано формалізовані критерії визначення типу та ступеня виразності спектра пристосувальних процесів (від норми до патології), базуючись на математичних моделях їхньої динаміки.
- Виявлено загальні закономірності реагування біосистем на зовнішній вплив незалежно від рівня ієрархії біосистем, природи впливаючих факторів, їх кількості, шляхів і режиму впливу.[9][11][12]

## Основні наукові праці
М. Ю. Антомонов є автором понад 450 наукових праць, зокрема:
- Антомонов М. Ю. Математическая обработка и анализ медико-биологических данных. — Киев: Изд-во «Малий друк», 2006. — 558с.
- Методы математической биологии / Алеев Л. С., Амосов Н. М., Антомонов М. Ю. и др. // Методы анализа и синтеза биологических систем управления. — Киев: «Вища школа», 1983. — Кн.7. — 273 с.
- Методы математической биологии / Агаян Г. Ц., Антомонов М. Ю., Антомонов Ю. Г., и др. // Методы решения задач биологии и медицины ЭВМ. — Киев: «Вища школа», 1984.- Кн.8. 344 °C.

- Антомонов М. Ю. Экспериментальное исследование центральных механизмов экстрополяции: Автореф. дис. канд. биол. наук: — Киев, 1980. — 23 с.
- Антомонов М. Ю. Анализ общих закономерностей реакций биосистем на действие вредных факторов окружающей и производственной среды методами математического моделирования: Автореф. дисс. … д. б. н.: / Киевс. и-тут мед. труда. — К., 1993. — 38 с.

- Антомонов М. Ю. Нейрофизиологическая модель экстраполяции // Нейрокибернетика и проблемы биоэлектрического управления. — Киев: Изд-во ИК АН УССР, 1975. — С. 10 — 18.
- Антомонов М. Ю. Определение параметров математической модели экстраполирующей сети // Нейрокибернетика и математическое моделирование жизненных процессов. — Киев: Изд-во ИК АН УССР, 1977 — С. 3 — 10.
- Shandala M.G., Rudnev M.I., Navakatikan M.A., Antomonov M.Yu., Chernenki N.N. Biological significance of behavioral effects, coused by electromagnetic waves of SHF-range // Abstracts of scientific papers open symposium of electromagnetic waves 19-th General assambly of URSI. — Helsinki, Finland, 1978. — P. 82.
- Методические рекомендации по оценке биологического действия малоинтенсивной микроволновой радиации для гигиенической регламентации в условиях окружающей среды / М. Г. Шандала, М. И. Руднев, Ю. Д. Думанский, М. Ю. Антомонов и др. — Киев, 1981. — 26 с.
- Антомонов М. Ю., Гончар Н. М. Исследование адаптационных процессов в периферической крови с использованием методов математического моделирования // Радиобиология. 1982. — Т. XXII, Вып.6, — С. 805—810.
- Шандала М. Г., Антомонов М. Ю. Использование статистических оценок при построении дозоэффективных зависимостей и определении порогов действия факторов // Гигиена и санитария. — 1986. — № 7. — С. 26 — 28.
- Антомонов М. Ю., Русакова Л. Т. Построение зависимостей «доза (уровень фактора) — время — эффект» с использованием экспоненциальных функций // Гигиена и санитария. — 1988. — № 6. — С. 42 — 44.
- Шандала М. Г., Антомонов М. Ю. Формализованная оценка типов биопроцессов при действии факторов окружающей среды // Гигиена и санитария. — 1988. — № 12. — С. 10 — 13.
- Антомонов М. Ю., Русакова Л. Т., Чудова И. Г. Интегральная оценка качества воды // Гигиена населенных мест: Респ. межвед. сб. — Киев: «Здоров'я», 1990. — Вып.29. — С. 73 — 77.
- Экспериментально-гигиенические основы установления предельно допустимой концентрации бенз(а)пирена в атмосферном воздухе / Н.Я Янышева, И. С. Киреева, И. А. Черниченко, М. Ю. Антомонов, Л. Т. Русакова // Эпидемиология рака легкого. — Ростов-на-Дону: Изд-во Ростовского у-тета, 1990. — С. 198—208.
- Антомонов М. Ю. Аппроксимация распределения Стьюдента // Гигиена и санитария. — 1990. — № 11. — С. 88 — 89.
- Шандала М. Г., Антомонов М. Ю. Определение безопасных уровней факторов окружающей среды по динамике ответных реакций биосистемы // Гигиена и санитария. — 1991. — № 2. — С. 90 — 93.
- Антомонов М. Ю., Русакова Л. Т. Методика расчета пороговых и подпороговых уровней по экспоненциальным моделям «доза (уровень фактора) — эффект» // Гигиена и санитария. — 1991. — № 3. — С. 89 — 90.
- Антомонов М. Ю. Вероятностный подход к описанию зависимости "доза (уровень фактора) — эффект // Гигиена и санитария. — 1991. — № 8. — С. 76 — 79.
- Антомонов М. Ю., Пригода Ю. Г. Подходы к ориентировочной оценке экономического ущерба при действии на население вредных факторов окружающей среды // Гигиена населенных мест: Респ. медв.сб. — Киев: Здоров'я. 1991 — Вып.30. — С. 29 — 33
- Антомонов М. Ю., Русакова Л. Т. Методика обработки результатов натурных исследований с целью расчета пороговых и подпороговых уровней факторов окружающей среды // Гигиена и санитария. — 1991. — № 12. — С. 87 — 89.
- Антомонов М. Ю., Русакова Л. Т. Методика математической обработки данных. В сб.: Гигиена окружающей среды. — Киев: Изд-во МЗ Украины, 1993 — С. 115—117.
- Антомонов М. Ю. Метагигиена — синоним диалектического развития гигиены: тенденции и закономерности. // В сб. тезисов докладов II Украинской научно-практической конференции «Применение математических методов техники в медико-гигиенических исследованиях — Метагигиена — 94», К. 1994. — С. 1 — 6.
- Сердюк А. М., Антомонов М. Ю. Проект концепции информатизации здравоохранения Украины // Укр. журн. медичної техніки і технології. — 1995. — № 1 — 2. — С. 43 — 47.
- Информатизация санитарно-эпидемиологической службы / М. Ю. Антомонов, Л. Т. Русакова, О. В. Бердник, В. Ю. Зайковская и др. // Укр. журн. медичної техніки і технології. — 1995. — № 4. — С. 45 — 49.
- Сердюк А. М., Бердник О. В., Антомонов М. Ю. // Методические вопросы создания мониторинга «окружающая среда — здоровье населения Украины» / Довкілля та здоров'я. — 1997. — № 2. — С. 54 — 55.
- Антомонов М. Ю. Моделирование закономерностей реагирования биосистем на внешнее воздействие // Кибернетика и вычислительная техника.- 1997. Вып. 114.-Киев, с. 3-8.
- Анализ процесса информатизации санэпидслужбы Украины / Л. С. Некрасова, М. Ю. Антомонов, Л. Т. Русакова, В. А. Елизаров, Н. В. Останина // Гигиена населенных мест: Сб. науч. тр. — Киев, 1998. — Вып. 33. — С. 345—350.
- Антомонов М. Ю. Поливариантность подходов к расчету пороговых уровней действия вредных факторов окружающей среды / Гигиена населенных мест: Сб. науч. тр. — Киев, 1998. — Вып. 33. — С. 354—358.
- Антомонов М. Ю. Использование математических методов в гигиенических исследованиях (критический анализ). Проблемы медицины труда: Сб. тр. — Киев, 1998. — С. 107—112.
- Lebedev E.A., Antomonov M.Yu. Expansion of the probabilistic description of mortality functions // Cybernetics and Computing Technology. Medical Cybernetics. № 110 p.p. 1-6. Allerton Press. Inc. 1998.
- Antomonov M.Yu. Procedure for formation of complex indices in ecological — hugienic investigation // Cybernetics and Computing Technology. Medical Cybernetics. № 110. p. 39-44. Allerton Press. Inc. 1998.
- Антомонов М. Ю. Формирование и использование интегральных характеристик функций, получаемых в медико-экологических исследованиях // Український журнал медичної техніки і технології. — 1998. — № 4. — С. 122—127.
- Гігієнічні вимоги щодо поводження з промисловими відходами та визначення їх класу небезпеки для здоров'я населення. Державні санітарні правила та норми. ДсанПін 2.27.029-99. //Волощенко О. Г., Вашкулат М. П., Галюга В. А., Никула Р. Г., Антомонов М. Ю., Русакова Л. Т./Збірник важливих офіційних матеріалів з санітарних і протиепідемічних питань. Т.V. Ч. 3.-Київ , 1999.- С. 118—158.
- Антомонов М. Ю. Альтернативный подход к классификации опасности промышленных отходов // Гигиена и санитария.- 1999.- № 4.- С.62-65.
- Антомонов М. Ю. Особенности математического описания зависимостей в медико-экологических исследованиях. Гигиена населенных мест: Респ. межвед. сб. Вып. 37. — Киев, 2000, С. 588—591.
- Антомонов М. Ю. Зависимость методов математической обработки от задач исследования и типа данных // Гигиена труда: Сб. тр. — К., 2000. Вып. 31. — С. 241—247.
- Антомонов М. Ю. Эволюция математического обеспечения гигиенических исследований // Гигиена населенных мест. — Вып. 38, Т II. — Киев, 2001. — С. 498—504.
- Антомонов М. Ю. Методика бальной оценки объектов и субъектов гигиенического исследования // Гигиена труда. — № 33. — 2002 г. АМН Украины. — С.263-268.
- Антомонов М. Ю. Методика формирования оценочных шкал для различных типов медико-биологических данных // Гігієна населених місць: Зб. наук. пр. — Вип. 41. — Київ, 2003. — С. 460—462.
- Антомонов М. Ю. Оценка эффектов совместного действия вредных факторов // Гигиена труда: Сб. науч. тр. — Вып. 34. — Т. 1. — К., 2003. — С. 328—336.
- Антомонов М. Ю. Задачи гигиены и математические методы: проблема адекватности // Гігієнічна наука та практика на рубежі століть: Матеріали XIV з'їзду гігієністів України (19-21 червня 2004 р., Дніпропетровськ. — Дніпропетровськ, 2004. — Т. І. — С. 448—451.
- Антомонов М. Ю. Математичні аспекти інформаційних технологій при аналізі системи «навколишнє середовище — здоров'я населення» // «Клиническая информатика и Телемедицина». — 2004. — № 1 — С. 90-95.
- Антомонов М. Ю. Расчет пороговых (критических) уровней действующих факторов для разного типа данных, получаемых в гигиенических исследованиях // Гігієна населених місць: Зб. наук. пр. — Вип. 43. — Київ, 2004. — С. 573—579.
- Антомонов М. Ю. Математическая обработка медико-экологических данных: адекватность, алгоритмы, программы // Итоги и перспективы научных исследований по проблеме экологии человека и гигиены окружающей среды. — Москва, 2006. — С. 210—215.
- Антомонов М. Ю. Алгоритмизация выбора адекватных математических методов при анализе медико-биологических данных // Кибернетика и вычислительная техника. — Киев, 2007. — Вып. 153. — С. 12-23.
- Сердюк А. М., Антомонов М. Ю., Бардов В. Г., Лехан В. М., Прилуцький О. С. Подання результатів математичної та статистичної обробки даних медичних і біологічних досліджень у дисертаційних роботах // Бюлетень Вищої Атестаційної Комісії України. — Вип. 6. — Київ-2010. — С. 31 — 33.